# Théâtre de Vienne
Le théâtre de Vienne est un théâtre en régie autonome personnalisée, scène régionale Auvergne-Rhône-Alpes et scène ressource du département de l’Isère situé à Vienne, en Isère. Il programme un répertoire contemporain et classique et du théâtre de création.

## Histoire du bâtiment
C'est à l'emplacement de l'ancien Hôtel de Ville devenu trop vétuste et sur un site archéologique gallo-romain que Pierre Schneyder  a construit en 1782, à ses frais, une salle de spectacle polyvalente. D'autres campagnes de travaux et d'embellissements transformèrent le lieu en théâtre à l'italienne de 350 places environ. En 1930-1931, l'architecte viennois Albert Pin donna à l'édifice la façade arrière, qui a été ornée d'une peinture murale en trompe-l'œil, Scènes de Vienne, due aux artistes lyonnais de la Cité de la création.